# Ольсен, Иоахим
Иоахим Ольсен (дат. Joachim Olsen, род. 31 мая 1977 года, Ольборг, Дания) — бывший датский толкатель ядра, серебряный призёр Олимпиады 2004 года, чемпион Европы в помещении 2005 года.

## Биография
Отец — Вагн Эдвард Ольсен, мать — Инге Брёхнер Педерсен, медсестра. С 1984 по 1994 год Иоахим учился в школе Святой Мари. В 1998 году окончил гимназию Нёрресундбю. С 1999 по 2002 год учился на факультете истории в университете Айдахо, США.
Дебютировал на международной арене в 1996 году. После окончания спортивной карьеры стал политиком. 27 марта 2013 года женился на юристе и бывшей спортсменке Карен Вестергорд, воспитывает двоих детей.

## Основные результаты
| Год  | Соревнования                                       | Место проведения          | Место  | Дисциплина | Результат |
| ---- | -------------------------------------------------- | ------------------------- | ------ | ---------- | --------- |
| 1996 | Чемпионат мира по лёгкой атлетике среди юниоров    | Сидней, Австралия         | 23 (q) | диск       | 46,26 м   |
| 1999 | Чемпионат Европы по лёгкой атлетике среди молодёжи | Гётеборг, Швеция          | 2      | ядро       | 19,50 м   |
| 1999 | Чемпионат Европы по лёгкой атлетике среди молодёжи | Гётеборг, Швеция          | 11     | диск       | 54,97 м   |
| 1999 | Чемпионат мира по лёгкой атлетике                  | Севилья, Испания          | 22 (q) | ядро       | 19,13 м   |
| 2000 | Летние Олимпийские игры                            | Сидней, Австралия         | 17 (q) | ядро       | 19,41 м   |
| 2001 | Чемпионат мира по лёгкой атлетике                  | Эдмонтон, Канада          | 11     | ядро       | 20,38 м   |
| 2002 | Чемпионат Европы по лёгкой атлетике в помещении    | Вена, Австрия             | 2      | ядро       | 21,23 м   |
| 2002 | Чемпионат Европы по лёгкой атлетике                | Мюнхен, Германия          | 2      | ядро       | 21,16 м   |
| 2003 | Чемпионат мира по лёгкой атлетике в помещении      | Бирмингем, Великобритания | 8      | ядро       | 20,12 м   |
| 2003 | Чемпионат мира по лёгкой атлетике                  | Париж, Франция            | 12     | ядро       | DNS       |
| 2004 | Чемпионат мира по лёгкой атлетике в помещении      | Будапешт, Венгрия         | 3      | ядро       | 20,99 м   |
| 2004 | Летние Олимпийские игры                            | Афины, Греция             | 2      | ядро       | 21,07 м   |
| 2004 | Всемирный легкоатлетический финал                  | Монте-Карло, Монако       | 1      | ядро       | 21,46 м   |
| 2005 | Чемпионат Европы по лёгкой атлетике в помещении    | Мадрид, Испания           | 1      | ядро       | 21,19 м   |
| 2005 | Чемпионат мира по лёгкой атлетике                  | Хельсинки, Финляндия      | 5      | ядро       | 20,73 м   |
| 2005 | Всемирный легкоатлетический финал                  | Монте-Карло, Монако       | 2      | ядро       | 21,03 м   |
| 2006 | Чемпионат мира по лёгкой атлетике в помещении      | Москва, Россия            | 2      | ядро       | 21,16 м   |
| 2006 | Чемпионат Европы по лёгкой атлетике                | Гётеборг, Швеция          | 2      | ядро       | 21,09 м   |
| 2007 | Чемпионат Европы по лёгкой атлетике в помещении    | Бирмингем, Великобритания | 3      | ядро       | 20,55 м   |
| 2007 | Чемпионат мира по лёгкой атлетике                  | Осака, Япония             | 11     | ядро       | NM        |
| 2008 | Летние Олимпийские игры                            | Пекин, Китай              | 22 (q) | ядро       | 19,74 м   |